# Карелін Володимир Петрович
Володимир Петрович Карелін (Білоус) (15 (27) вересня 1897 , Одеса, Одеське градоначальництво, Російська імперія  — 3 вересня 1938 , Москва ) — український радянський розвідник. Начальник Розвідувального Управління НКВС Української РСР (1925—1930, 1934—1935)

## Життєпис
Народився 15 вересня 1897 року в місті Одесі. У 1914 році закінчив Одеське комерційне училище. У 1915 році служив рядовим у 40-му піхотному запасному полку, був звільнений за станом здоров'я. У 1915 році вступив на юридичний факультет Міжнародного інституту в Одесі, але повний курс навчання не пройшов.
У 1917—1918 рр. — працював контролером у місті Одесі
У 1919 році — контролер губернського фінансового відділу, а згодом — бухгалтером Раднаргоспу.
У 1920 році — працював старшим слідчим Одеської комендатури, З листопада 1920 року — старший слідчий в Губкомдезі (Губернському комітеті боротьби з дезертирством).
З квітня 1921 по 1922 рр. — обіймав посади помічника уповноваженого Одеської губернської надзвичайної комісії, 
У 1922—1923 рр. — уповноважений Секретного відділу надзвичайної комісії.
У 1923—1924 рр. — помічник начальника з охорони кордонів, згодом начальник контррозвідувального відділу Одеської губернської
надзвичайної комісії.
З 1924 року — працював помічником начальника Частин прикордонної охорони з оперативних питань, 
З 1925 по 1926 рр. — заступник начальника Контррозвідувального відділу Одеського Окремого відділу Об'єднаного державного політичного управління.
У грудні 1925 року — уповажений Контррозвідувального відділу Державного політичного управління Української СРР. Цей підрозділ відповідав за координацію закордонної розвідувальної роботи.
Зі створенням у серпні 1926 року у складі зазначеного відділу 2-го відділення, на яке покладали функції зовнішньої розвідки, очолив його.
У липні 1930 року його призначають помічником начальника Особливого відділу Українського військового округу і Державного політичного управління Української СРР, З 1932 року — заступник начальника Особливого відділу Українського військового округу і Державного політичного управління Української СРР.
У 1933 році — заступник начальника Особливого відділу Українського військового округу — начальник Іноземного відділу Державного політичного управління Української СРР, 
У 1934 році — очолив Іноземний відділ Управління державної безпеки Народного комісаріату внутрішніх справ Української СРР.
У червні 1935 року — призначений на посаду начальника Особливого відділу Управління державної безпеки по Управлінню Народного комісаріату внутрішніх справ Білоруської СРР.
У 1937 році — заступник начальника 5-го відділу Управління державної безпеки Народного комісаріату внутрішніх справ СРСР.
29 липня 1937 року — був заарештований, у листопаді 1937 року звільнений зі служби у званні майора держбезпеки.
У вересні 1938 року його розстріляно.

## Нагороди та відзнаки
- Срібний портсигар від Колегії Всеукраїнської надзвичайної комісії (1921),
- Срібний годинник (1923),
- Бойова зброя (пістолет системи «Маузер») (1927, 1929)
- Знак «Почесний працівник ВНК-ДПУ» (1931),
- Орден Трудового Червоного Прапора УСРР (1932),
- Орден Червоної Зірки (1936),
- Орден «Знак Пошани» (1937).